# MacKenzie Porter
MacKenzie Lea Porter (29 de janeiro de 1990) é uma atriz e cantora canadense.

## Vida e carreira

### Primeiros anos
MacKenzie Porter cresceu em um rancho de gado e bisão perto de Medicine Hat, Alberta. Ela começou a estudar piano, violino e voz aos quatro anos. Mais tarde, ela viajou em uma banda com seu irmão vencedor do Canadian Idol  2004 Kalan Porter.

### Carreira Cinema e TV
MacKenzie tem aparecido em vários filmes e produções para televisão, incluindo Dinosapien (2007) e  Travelers (2016). Ela ganhou um prêmio de Melhor Atriz no Alberta award por seu papel no filme para televisão The Other Woman. Ela também foi nomeada como um dos Top 11 Melhores Atores de Vancouver  para Assistir de 2011 pelo BC pela Living Magazine.

### Carreira na música
Depois de se mudar para Vancouver, para prosseguir como atriz, MacKenzie formou uma parceria com o músico e ator Andrew Jenkins para formar a banda The Black Boots. Em 2010, ela lançou sua carreira solo. MacKenzie foi vencedora da competição Nashville North Star  2011. Ela abriu shows para Kenny Chesney, Doc Walker e Trooper, entre outros, e fez apresentações para para o Primeiro-Ministro do Canadá Stephen Harper, e também para Gene Simmons.
Em outubro de 2012, MacKenzie lançou seu single de estreia, "I Wish I'd Known". Seu segundo single, "Never Gonna Let You", foi co-escrito e produzido por Carolyn Dawn Johnson. MacKenzie foi escolhida como um dos seis atos para a inauguração do Programa d Descoberta da Associação de Música Country Canadense  em 2013. Ela também foi nomeada para o Rising Star Award no Canadian Country Music Association Awards de 2013. o Seu álbum de estreia foi lançado em 15 de julho de 2014.

## Filmografia
| Ano       | Título                             | Personagem     | Notas                                      |
| --------- | ---------------------------------- | -------------- | ------------------------------------------ |
| 2007      | Dinosapien                         | Courtney       | 11 episódios                               |
| 2007      | Christmas in Wonderland            | Shane          |                                            |
| 2008      | The Other Woman                    | Lauren         | Filme para TV                              |
| 2008      | 45 R.P.M.                          | Debbie Baxter  |                                            |
| 2009      | Wild Roses                         | Viki           | 2 episódios                                |
| 2010      | Supernatural                       | Kim            | Episódio: "Clap Your Hands If You Believe" |
| 2010      | Ice Quake                          | Girl           | Filme para TV                              |
| 2011      | Endgame                            | Kim Sharland   | Episódio: "The Other Side of Summer"       |
| 2011      | R.L. Stine's The Haunting Hour     | Alexa          | Episódio: "Pool Shark"                     |
| 2011      | Finding a Family                   | Jen Bante      | Filme para TV                              |
| 2012      | Gay Dude                           | Country Singer |                                            |
| 2012      | Chained                            | Iphigenia      | Curta-metragem                             |
| 2012      | R.L. Stine's The Haunting Hour     | Lanie          | Episódio: "Stage Fright"                   |
| 2012      | Seattle Superstorm                 | Chloe Peterson | Filme para TV                              |
| 2012      | A Killer Among Us                  | Marissa Drake  | Filme para TV                              |
| 2012      | The Horses of McBride              | Nicki Davidson | Filme para TV                              |
| 2013      | All's Fair in Love and Advertising | Kelly Burns    | Filme para TV                              |
| 2013      | Leap 4 Your Life                   | Brooke         |                                            |
| 2013      | Emma's Wings: A Bella Sara Tale    | Emma (voz)     |                                            |
| 2013      | Guess Who's Coming to Christmas    | Kelly Harding  | Filme para TV                              |
| 2014      | Blackstone                         | Brianna        | 2 episódios                                |
| 2014–2016 | Hell on Wheels                     | Naomi Bohannon | 12 episódios                               |
| 2016–2017 | Travelers                          | Marcy Warton   | Papel principal                            |

## Discografia

### Álbuns de estúdio
| Título           | Detalhes                                                |
| ---------------- | ------------------------------------------------------- |
| MacKenzie Porter | - Data de lançamento: julho 15, 2014 - Selo: Road Angel |

### Singles
| Ano                                                | Single                | Pico do gráfico posições | Pico do gráfico posições | Álbum            |
| Ano                                                | Single                | CAN                      | CAN                      | Álbum            |
| -------------------------------------------------- | --------------------- | ------------------------ | ------------------------ | ---------------- |
| 2012                                               | "I Wish I'd Known"    | 34                       | —                        | MacKenzie Porter |
| 2013                                               | "Never Gonna Let You" | 11                       | 96                       | MacKenzie Porter |
| 2014                                               | "If You Ask Me To"    | 17                       | —                        | MacKenzie Porter |
| 2014                                               | "Misfit Parade"       | —                        | —                        | MacKenzie Porter |
| 2015                                               | "Rodeo"               | 32                       | —                        | TBD              |
| "—" denota lançamentos que não aparecem no gráfico |                       |                          |                          |                  |

### Videoclipes
| Ano  | Vídeo                 | Diretor          |
| ---- | --------------------- | ---------------- |
| 2012 | "I Wish I'd Known"    | David Tenniswood |
| 2013 | "Never Gonna Let You" | David Tenniswood |
| 2014 | "If You Ask Me To"    | David Tenniswood |
| 2014 | "Misfit Parade"       | David Tenniswood |
| 2015 | "Rodeo"               | David Tenniswood |

## Prêmios e indicações
| Ano  | Prêmio                              | Categoria                                          | Resultado |
| ---- | ----------------------------------- | -------------------------------------------------- | --------- |
| 2013 | Canadian Country Music Associationy | Melhor Revelação                                   | Indicado  |
| 2013 | Leo Awards                          | Melhor liderança feminina em um filme de televisão | Indicado  |
| 2014 | Canadian Country Music Association  | Artista feminina do Ano                            | Indicado  |
| 2015 | Juno Awards de 2015                 | Álbum Country do Ano – MacKenzie Porter            | Indicado  |
| 2015 | Canadian Country Music Association  | Artista feminina do Ano                            | Indicado  |
| 2015 | Canadian Country Music Association  | Vídeo do Ano – "If You Ask Me To"                  | Indicado  |
| 2015 | Canadian Country Music Association  | All Star Band – Violino                            | Indicado  |
| 2016 | Canadian Country Music Association  | Artista feminina do Ano                            | Indicado  |